# Mary Joy Tabal
Mary Joy Reyes Tabal (Cebu, 13 luglio 1989) è una maratoneta filippina.
È la prima maratoneta filippina a qualificarsi ad un'edizione dei Giochi olimpici.

## Biografia
Mary Joy Tabal nasce nel piccolo distretto di Guba, nella città di Cebu.
Nell'aprile 2016 rappresenta la propria nazione alla maratona di Boston, dove si classifica ventesima. Il 29 maggio, con un ottavo posto nella maratona di Ottawa, disputatasi nell'omonima città canadese, si qualifica ufficialmente per i Giochi Olimpici di Rio.
Il 14 agosto prende parte alla maratona femminile nei Giochi di Rio, disputatasi nei pressi del Sambodromo di Rio de Janeiro. Pur essendo partita con l'obbiettivo di migliorare il suo record personale, l'atleta filippina termina la competizione tra le ultime arrivate con un tempo di 3h02'27", in centoventiquattresima posizione, ad oltre mezz'ora di distanza dalla vincitrice keniana Jemima Sumgong.
Nella prima metà del 2017, in vista dell'Ottawa Race Weekend e dei XXIX Giochi del Sud-est asiatico, si reca in Italia per migliorare la preparazione atletica e per partecipare ad alcuni meeting locali. Data la vicinanza dei mondiali di Londra 2017 con i Giochi del Sud-est asiatico, la Tabal è costretta a scegliere solo una delle due competizioni: alla fine opta per la rassegna continentale, che le offre più possibilità di successo. La preparazione in Italia le si rivela di sostanziale aiuto: la mattina del 29 agosto, all'apertura dei Giochi, domina la maratona femminile accumulando sin da subito un cospicuo margine di vantaggio sulle inseguitrici. Arriverà al traguardo con un miglior stagionale da 2h48'26", davanti alla vietnamita Hoàng Thị Thanh (2h55'43") e alla thailandese Natthaya Thanaronnawat (2h58'17"), conquistando il primo oro filippino nella maratona in 7 anni.

## Palmarès
| Anno | Manifestazione              | Sede           | Evento   | Risultato | Prestazione | Note                                     |
| ---- | --------------------------- | -------------- | -------- | --------- | ----------- | ---------------------------------------- |
| 2015 | Giochi del Sud-est asiatico | Singapore      | Maratona | Argento   | 3h04'39"    |                                          |
| 2016 | Giochi olimpici             | Rio de Janeiro | Maratona | 124ª      | 3h02'27"    |                                          |
| 2017 | Giochi del Sud-est asiatico | Kuala Lumpur   | Maratona | Oro       | 2h48'26"    | Miglior prestazione personale stagionale |
| 2018 | Giochi asiatici             | Giacarta       | Maratona | 11ª       | 2h51'41"    |                                          |

## Altre competizioni internazionali
2014
- 17ª alla Maratona di Parigi ( Parigi) - 2h57'31"

2016
- 21ª alla Maratona di Boston ( Boston) - 2h49'01"